# Salix drummondiana
Salix drummondiana es una especie de sauce perteneciente a la familia de las salicáceas. Es nativa del oeste de Norteamérica desde  Yukon y los Territorios del Noroeste en el norte, hasta California y Nuevo México en el sur.  Se encuentra en hábitat húmedos de montaña, incluidos los bosques, ríos y llanuras aluviales.

## Descripción
Salix drummondiana es un arbusto que alcanza un tamaño de uno a cinco metros de altura. Sus ramas son frágiles con vello aterciopelado cuando son nuevas, son cerosas y brillantes con la edad. Las hojas son lanceoladas u ovales y puntiagudas, con bordes lisos o arrugados. Las hojas miden hasta 8,5 centímetros de largo y son lanosas en la parte inferior y sin pelo a  ligeramente peludas en la superficie superior. Las nuevas hojas están recubiertas de pelos sedosos. La inflorescencia se produce antes que las hojas. Cada una es un amento, con los amentos masculinos de 2 a 4 centímetros de largo, y los femeninos que pueden alcanzar casi 9 centímetros de largo. Este sauce, principalmente, se reproduce sexualmente, por semillas, pero también puede reproducirse vegetativamente a partir de fragmentos del tallo, lo que sucede a menudo cuando el arbusto es interrumpido por una inundación  y trozos del tallo son arrastrados y depositados en una nueva área.

## Ecología
Este sauce es un alimento importante en el invierno para el alce en muchas áreas, y los castores lo utilizan como alimento y para construir sus represas.

## Taxonomía
Salix drummondiana fue descrita por Barratt ex Hook. y publicado en Flora Boreali-Americana 2(9): 144, en el año 1838.
Etimología
Salix: nombre genérico latino para el sauce, sus ramas y madera.
drummondiana: epíteto otorgado en honor del botánico Thomas Drummond.
Sinoinimia
- Salix bella Piper
- Salix covillei Eastw.
- Salix drummondiana var. bella (Piper) C.R.Ball
- Salix drummondiana var. subcoerulea (Piper) C.R. Ball
- Salix drummondiana subsp. subcoerulea (Piper) A.E.Murray
- Salix pachnophora Rydb.
- Salix subcoerulea Piper[4]